# Concert per a violí (Beethoven)
El Concert per a violí en re major, Op. 61, l'únic concert per a violí de Ludwig van Beethoven, va ser compost l'any 1806, i es va estrenar el 23 de desembre del mateix any en el Theater an der Wien de Viena. L'obra no va ser gaire ben acollida pel públic. La primera edició és del 1808 i Beethoven va dedicar-lo al seu amic Stephan von Breuning.
Beethoven va escriure el concert per al seu col·lega Franz Clement, un destacat violinista del moment, que li havia donat consell quan componia l'òpera Fidelio. L'estrena va ser en un concert benèfic per a Clement. Sembla que Beethoven va acabar el solo tan tard que Clement va haver de llegir a primera vista el dia de l'estrena. Potser per expressar el seu disgust, o per mostrar del que hauria estat capaç si hagués tingut temps per preparar-se, Clement va interrompre el concert entre el primer i el segon moviment, tocant una composició pròpia, acompanyat per un altre solista.
En vida de Beethoven va ser molt poc interpretada i no va ser fins a mitjans del segle xix, bastant després de la mort de Beethoven, que a partir de la interpretacion d'un jove Joseph Joachim, de 13 anys, i l'orquestra dirigida per Felix Mendelssohn, que l'èxit l'acompanyà. Des de llavors, ha estat una de les obres més importants del repertori violinístic, i freqüentment és interpretada i enregistrada.

## Estructura
Està dividida en tres moviments:
1. Allegro ma non troppo (re major)
2. Larghetto (sol major)
3. Rondo. Allegro (re major)